# Свердловский высоколётный голубь
Свердловский высоколётный голубь — порода птиц, которые разводятся в южных регионах РФ и северных регионах Казахстана, иногда севернее (в Сибири).
Эта порода — не результат эволюции, а плод работы учёных-селекционеров в начале 20 века. Стандарт породы был выведен в Свердловске в 1981 году. По стандарту породы длина тела должна быть 35-37 см, цвет спины должен быть рябым, а голова — формы овала.
Местами их обитания являются Екатеринбург и Свердловская область. Существует несколько разновидностей высоколётных голубей: бурозобые, синезобые, чернозобые. Отличаются высоким полётом, который может продолжаться до шести часов.